# 勝原站
勝原站（日语：／ Kadohara eki */?）是位於福井縣大野市西勝原13字中川原1番6號，西日本旅客鐵道（JR西日本）的越美北線（九頭龍線）車站。

## 車站構造
本站是地面車站，設有1面1線單式月台，九頭龍湖方向的列車會開啟右邊車門。前往九頭龍湖方向和福井方向的列車使用同一月台。此站設有車庫，並停有除雪車。
此站是由福井地域鐵道部管理的無人車站，站内沒有設置自動售票機。本站在1972年前曾為越美北線終點站，當時設有維護路軌人員駐守，也設有轉車盤。現時轉車盤位置變成五箇公民館。

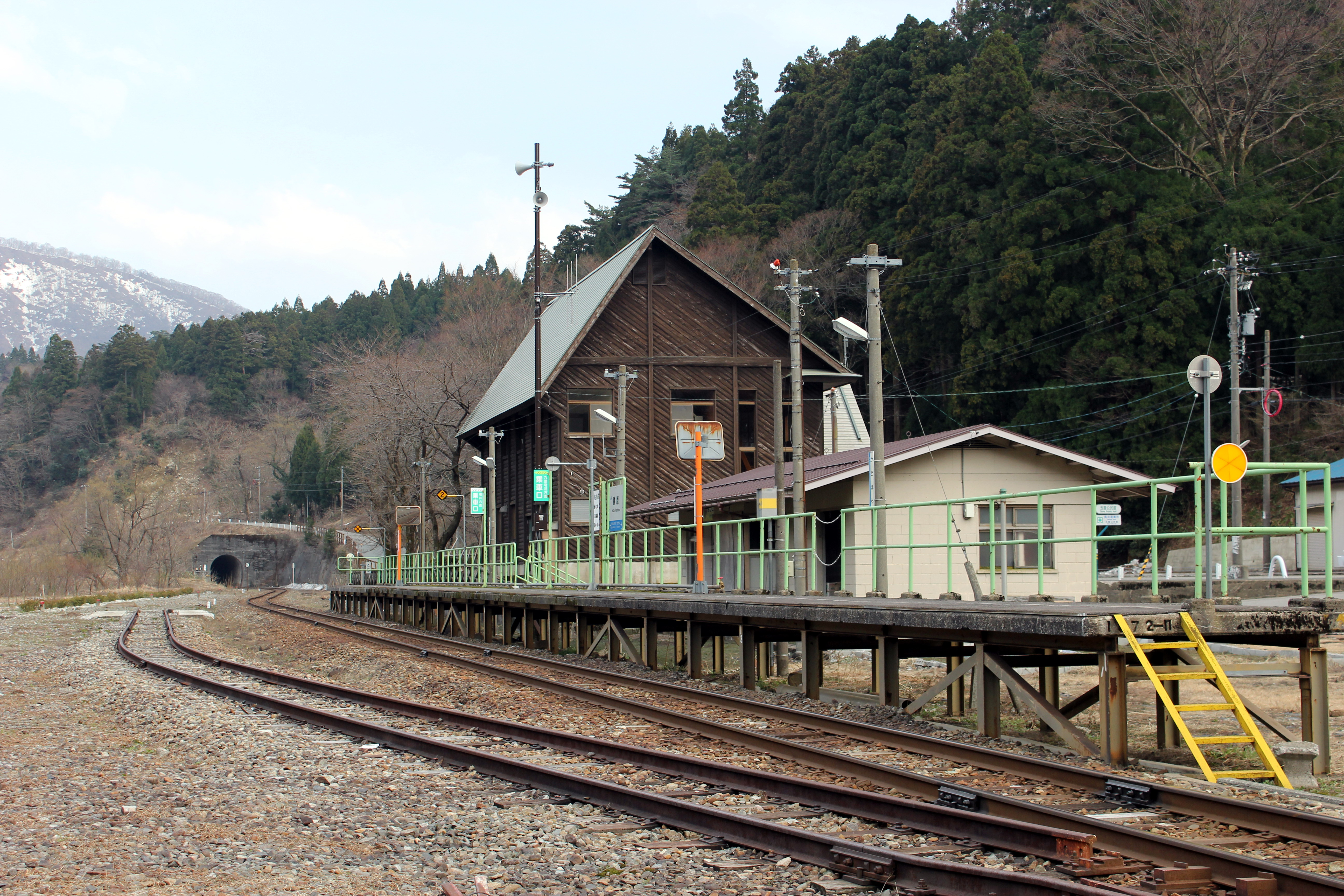
月台（2013年3月）
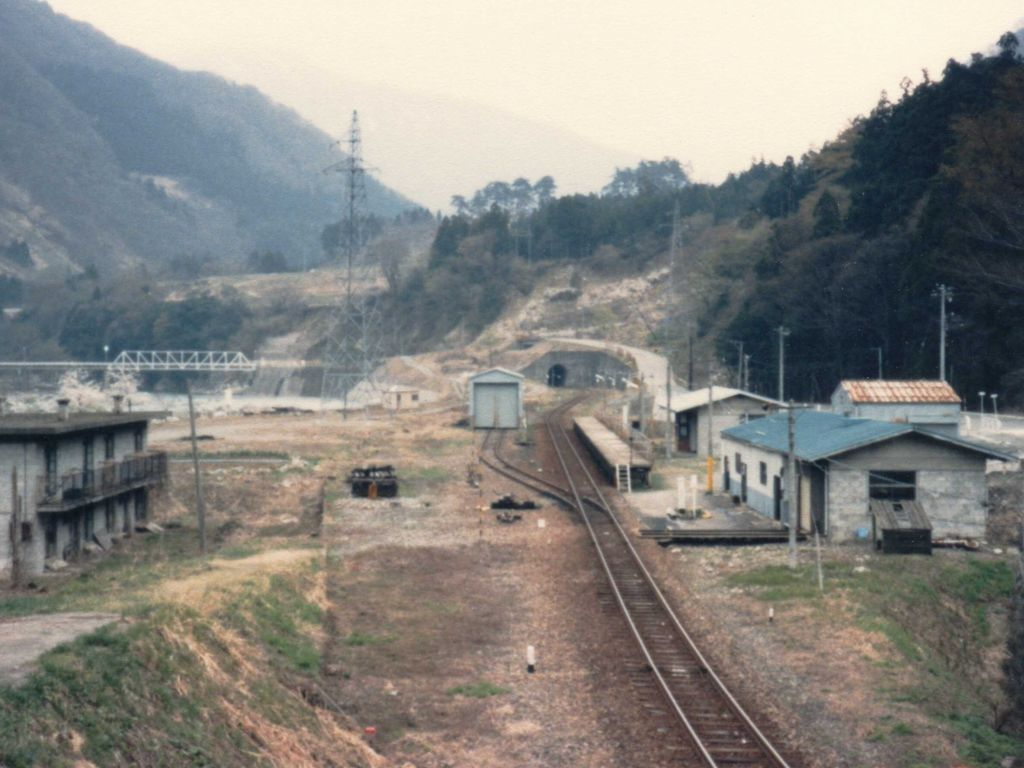
月台舊景（1985年4月16日）
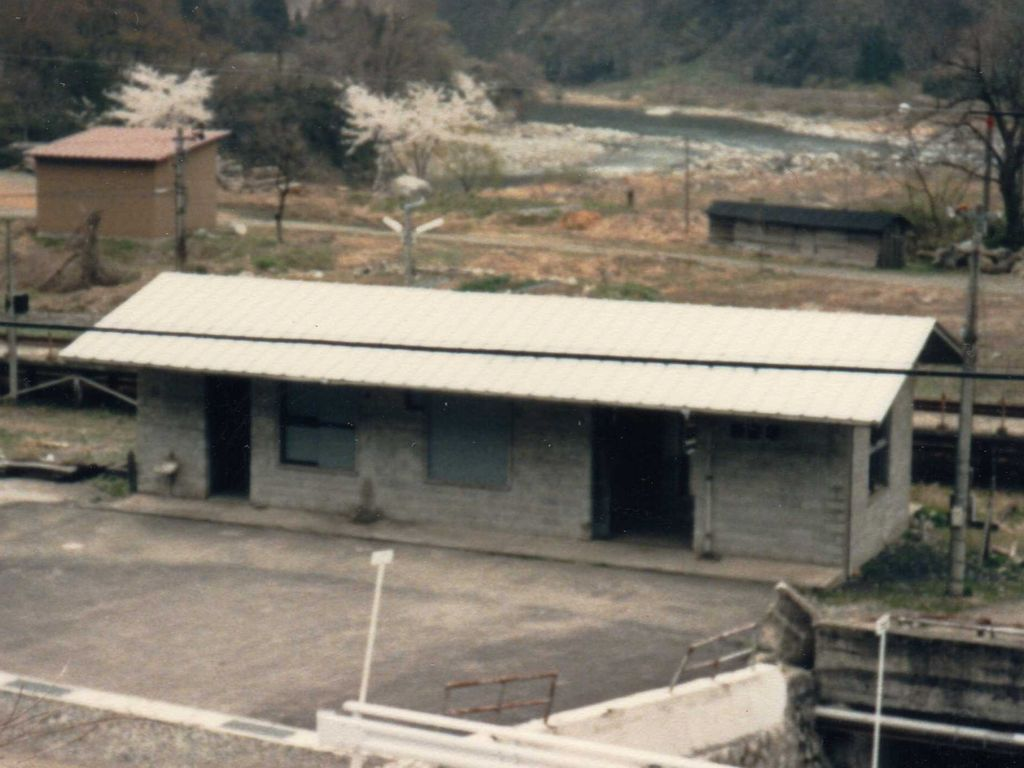
站房舊景（1985年4月）

## 歷史
- 1960年12月15日：越美北線越前花堂站至此站之間開通，此站啟用。
- 1965年10月15日：開始貨物起卸業務。
- 1968年10月1日：結束貨物起卸業務。
- 1972年12月15日：越美北線此站至九頭龍湖站之間開通。
- 1987年4月1日：隨國鐵分割民營化，車站由西日本旅客鐵道（JR西日本）營運。
- 2004年：

- 7月18日：因發生暴雨，越美北線全線暫停營業。
- 7月20日：越前大野站至九頭龍湖站之間重開。

## 使用狀況
根據國土交通省「國土數值情報」，以下為1日平均上下車人次：
| 年度 | 1日平均 乘車人次 | 1日平均 乘車人次 |
| ---- | ---------------- | ---------------- |
| 1999 | 11               |                  |
| 2000 | 12               |                  |
| 2001 | 8                |                  |
| 2002 | 6                |                  |
| 2003 | 4                |                  |
| 2004 | 5                |                  |
| 2005 | 4                |                  |
| 2006 | 2                |                  |
| 2007 | 2                |                  |
| 2008 |                  |                  |
| 2009 |                  |                  |
| 2010 |                  |                  |
| 2011 | 1                |                  |
| 2012 | 1                |                  |
| 2013 | 2                |                  |
| 2014 | 1                |                  |
| 2015 | 2                |                  |
| 2016 | 2                |                  |
| 2017 | 1                |                  |
| 2018 | 2                |                  |
| 2019 | 2                |                  |
| 2020 | 0                |                  |
| 2021 | 2                |                  |
| 2022 | 4                |                  |

## 相鄰車站
西日本旅客鐵道（JR西日本）
■九頭龍線（越美北線）
柿島－勝原－越前下山

## 外部連結
- 勝原｜車站資訊：JR出門網 - 西日本旅客鐵道（日語）